# Cedros (Trinidad y Tobago)
Cedros es una localidad de Trinidad y Tobago, que forma parte de la región de Siparia.

## Geografía
La localidad abarca parte de la isla Trinidad y limita al norte con el golfo de Paria y Bamboo Village, al sur con el canal de Colón, al este con Coromandel y al oeste con Fullerton e Icacos.

## Demografía
Datos demográficos de la localidad de Cedros:
| Gráfica de evolución demográfica de Cedros entre 2000 y 2011 |
|                                                              |